# Водоспад Брідалвейл

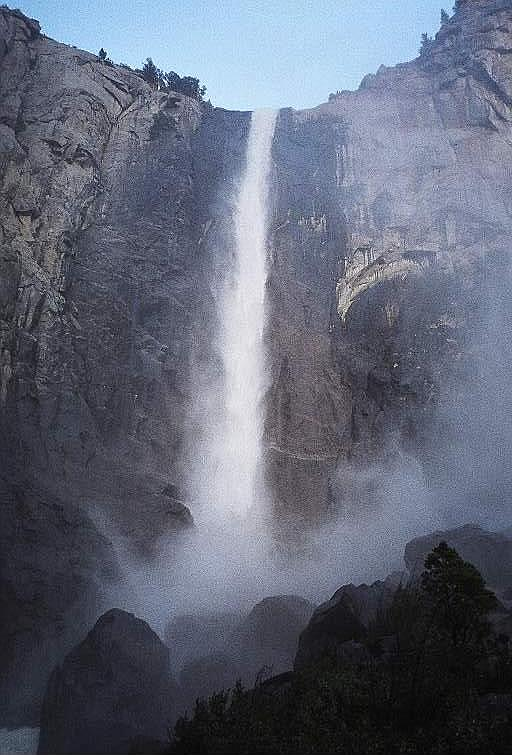
Водоспад Брідалвейл з точки «вид відкрить», дорога Вавовна

Водоспад Брідалвейл або Брайдалвейл (англ. Bridalveil Fall, від bridal veil — «вуаль нареченої») — один з найвидовіших водоспадів в долини Йосеміті (Національний парк Йосеміті, Каліфорнія), який щорічно відвідують мільйони відвідувачів парку.
Повне падіння водоспаду становить 188 м, водоспад повноводних протягом всього року . Льодовики, що вирізали долину Йосеміті, залишила багато висячих долин, які породили водоспади, що зливаються в основну долину. Всі водні артерії, які живили ці водоспади, вирізали висячі долини в крутих каскадах, за винятком водоспаду Брідалвейл. Брідалвейл все ще спадає в долину з краю прірви, хоча край і дещо відступив назад від оригінального краю долини. Хоча водоспади Йосеміті також відносяться до цієї категорії, оригінальне русло йшло через вузьку ущелину на захід від сучасного розташування водоспаду . Первинне джерело водоспаду Брідалвейл — озеро Острандер, приблизно за 16 км на південь.